# International Accounting Standard 7
A Demonstração do fluxo de caixa segundo as Normas internacionais de contabilidade (IAS 7, no Brasil CPC 03) visa auxiliar àquele que se utilizar dos demonstrativos contábeis 
a avaliar a capacidade de gerar caixa da entidade, bem como verificar como está sendo utilizado.

## Natureza de atividade
A demonstração do fluxo de caixa apresenta a geração e o uso do caixa durante um determinado período. A movimentação de caixa é classificada conforme a natureza de atividade da entidade.

### Atividade operacional
Os fluxos de caixa compreendem todos os fluxos que não se qualificam para serem classificados como de investimentos ou financiamento.

### Atividade de investimento
Os fluxos de caixa incluem pagamentos para aquisição de ativo imobilizado e outros ativos de longo prazo. Nos casos de aquisição de investimentos de outras entidades o caixa pago e o caixa adquirido na transação também compõem esta atividade, assim como os empréstimos e adiantamentos concedidos a terceiros.

### Atividade de financiamento
Os fluxos de caixa incluem a movimentação do dinheiro da entidade relacionada com a obtenção e o pagamento de empréstimos e financiamentos e fundos obtidos nas operações de crédito junto a bancos e outros instituições que emprestam dinheiro a terceiros, as operações de crédito. Uma fonte de financiamento muito usada em economias com mercado de ações regulamentado por leis próprias e com forte atuação de órgãos de fiscalização são as debêntures e as ações do capital. Para acessar a estas duas últimas formas de obtenção de recursos a empresa necessita cumprir uma série de condições, sendo a principal ter sua forma jurídica estabelecida como Sociedade Anônima: SA.

## Apresentação
A apresentação dos fluxos de caixa pode ser feita pelo método direto ou indireto, quando ajusta-se o resultado do período pelos itens que não geram caixa e pelos itens que são classificados como de investimento ou financiamento.
Nas atividades de investimento e financeira, os fluxos devem ser apresentados pelo fluxo bruto, sendo vedada a apresentação pelo valor líquido. No caso das instituições financeiras, as atividades do dia-a-dia são classificadas como atividade operacional, dessa forma, pode ser apresentado pelo líquido. A classificação de uma transação deve ser avaliada considerando a natureza das atividades da entidade.